# Kinmel Bay
Kinmel Bay (wal. Bae Cinmel) – wieś w północnej Walii, w hrabstwie Conwy, położona na zachodnim brzegu rzeki Clwyd, nad jej ujściem do Zatoki Liverpoolskiej, w bezpośrednim sąsiedztwie miasta Rhyl na wschodzie i wsi Towyn na zachodzie. W 2011 roku liczyła 6080 mieszkańców.
Miejscowość położona jest nad piaszczystą plażą, jest ośrodkiem turystyki nadmorskiej. Fragment wybrzeża wydmowego objęty jest rezerwatem przyrody (Kinmel Dunes Nature Reserve). Znajduje się tu tor wyścigów konnych.
Na przełomie XIX/XX wieku w miejscu tym znajdowała się niewielka osada o nazwie Foryd. Kinmel Bay zbudowane zostało od podstaw w XX wieku.